# سوپریور (ویسکانسین)
سوپریور، ویسکانسین  (به انگلیسی: Superior) شهری در شهرستان داگلاس ایالت ویسکانسین است که در سال ۱۸۵۸ بنیان‌گذاری شده‌است. این شهر طبق سرشماری سال ۲۰۱۰ میلادی ۲۷٬۲۴۴ نفر جمعیت داشته‌است.